# Auguste Dupin
Auguste Dupin je fiktivni lik kojeg je stvorio Edgar Allan Poe. Dupin je pariški detektiv i vitez Legije stranaca. 
Kao prvi književni detektiv, Dupin je bio prototip za mnoge druge detektive (najvjerojatnije i za Sherlocka Holmesa). Mnoge su sličnosti Poeovih pripovijedaka s drugim djelima kriminalističke tematike: briljantni detektiv, pripovijedanje u prvom licu jako bliskog prijatelja... Kao i Sherlock Holmes, Dupin također koristi slična znanja i postupke u rješevanju slučajeva.

## Pripovijetke u kojima se pojavljuje Dupin
- Umorstva u Ulici Morgue (The Murders in the Rue Morgue; 1841.)
- Misterij Marie Roget (The Mystery of Marie Roget; 1842.)
- Ukradeno pismo (The Purloined Letter; 1844.)